# 17885 Браянбейт
17885 Браянбейт (17885 Brianbeyt) — астероїд головного поясу, відкритий 12 лютого 1999 року.
Тіссеранів параметр щодо Юпітера — 3,401.